# Fabio Halb
Fabio Halb (* 16. Februar 1997 in Feldbach) ist ein österreichischer Kommunalpolitiker der Sozialdemokratischen Partei Österreichs (SPÖ). Er wurde am 1. Oktober 2017 in der burgenländischen Gemeinde Mühlgraben (Bezirk Jennersdorf) zum jüngsten Bürgermeister Österreichs gewählt. Seit dem 6. Februar 2025 ist er Abgeordneter zum Burgenländischen Landtag.

## Familie
Fabio Halbs Urgroßonkel Karl Halb war für den Landbund von 1922 bis 1923 Abgeordneter im Burgenländischen Landtag.
Fabio Halbs Onkel Wilhelm Halb war in Mühlgraben von 1992 bis 2002 der Vorgänger des Bürgermeister Reinhard Knaus (2002–2017).

## Sportkarriere und Ausbildung
Im Alter von sieben Jahren begann Halb beim heimischen SV Mühlgraben Fußball zu spielen. Mit zehn Jahren wechselte er zum ASV St. Martin an der Raab, wo Scouts des Grazer AK sein Talent bemerkten und ihn mit zwölf Jahren nach Graz und weiter in die Fußballakademie der HIB Liebenau lotsten. Im Sommer 2012 kehrte er zu seinem Heimatverein zurück, wechselte aber ein Jahr danach zum UFC Jennersdorf. Ein weiteres Jahr später wurde Halb vom USV St. Anna verpflichtet, bei dem er zu vier Einsätzen in der Landesliga Steiermark (vierte Leistungsstufe) kam. Dennoch kehrte er im Jänner 2015 neuerlich zum SV Mühlgraben zurück. Im Sommer 2016 wechselte er zum USV Pircha, wo er abermals nur ein halbes Jahr blieb und im Jänner 2016 wieder zum SV Mühlgraben zurückkehrte. Nachdem er im Sommer 2016 eine schwere Verletzung (Kreuzbandriss) erlitt, musste er seine fußballerische Laufbahn vorübergehend unterbrechen.  Aus Zeitgründen hat er seine Karriere als Fußballer aufgegeben.
Nachdem Halb nach dem Besuch der Fußballakademie HIB Liebenau eine Lehre zum Bankkaufmann in Graz absolviert und 2015 abgeschlossen hat, arbeitet er nunmehr bei der Bank Burgenland in Jennersdorf. Seine Karriere als aktiver Fußballer hat er nach der Saison 2020/2021 aus zeitliche Gründen aufgegeben.

## Kommunalpolitik
Nachdem der bisherige Bürgermeister Reinhard Knaus, der seit der Gemeinderatswahl 2002 der Gemeinde vorstand, ankündigte, für eine weitere Legislaturperiode nicht mehr zur Verfügung zu stehen, musste ein neuer Kandidat der SPÖ gefunden werden. Am 5. Mai 2017 wurde in der erweiterten Ortskonferenz der SPÖ Mühlgraben mit großer Mehrheit Fabio Halb zum Bürgermeisterkandidat gewählt, obwohl er bisher nicht dem Gemeinderat angehörte, sondern lediglich Mitglied und Schriftführer der Ortspartei war. Bei der Gemeinderatswahl 2017 am 1. Oktober 2017 musste er gegen den Kandidaten der Bürgerliste BUM, Armin Schweitzer, antreten. Wahlberechtigt waren 348 Einwohner, 294 Stimmen (84,48 % Wahlbeteiligung) wurden abgegeben, wovon 46 (15,65 %) ungültig und 248 gültig waren. Halb erreichte 79,44 % (197 Stimmen) der gültigen Stimmen und konnte dabei das Ergebnis seines Vorgängers, der es auf 60,19 % (186 Stimmen) brachte, noch um 19,25 % und 11 Stimmen übertreffen. Die örtliche SPÖ verbesserte ihr Wahlergebnis gegenüber der Gemeinderatswahl 2012 um 5,56 % auf nunmehr 63,87 % (175), hatte jedoch aufgrund der geringeren Zahl der Wahlberechtigten (348 statt 366) und geringeren Wahlbeteiligung (84,48 % statt 89,07 %, 294 statt 326, bei 20 statt 19 ungültigen Stimmen) absolut 4 Stimmen weniger als die 179 Stimmen im Jahr 2012. Trotzdem gewann die SPÖ durch den höheren Prozentsatz ein weiteres Mandat hinzu und holte 8 statt 7 der 11 Mandate. Als Bürgermeister arbeitet er mit den 11 Ratsmitgliedern zusammen. 2018 hatte die Gemeinde Mühlgraben acht Beschäftigte und einen Etat von 850.000 Euro.
Am 2. Oktober 2022 stellt sich Halb zur Wiederwahl. Er hat keinen Gegenkandidaten. Wahlberechtigt sind 344 der 385 Einwohner Mühlgrabens.
Nach der Landtagswahl 2025 wurde er in der konstituierenden Sitzung der XXIII. Gesetzgebungsperiode am 6. Februar 2025 als Abgeordneter zum Burgenländischen Landtag angelobt.